# Edam-Volendam
Edam-Volendam é um município da província de Holanda do Norte, nos Países Baixos, composto pelas cidades de Edam e Volendam.

## Ligações externas

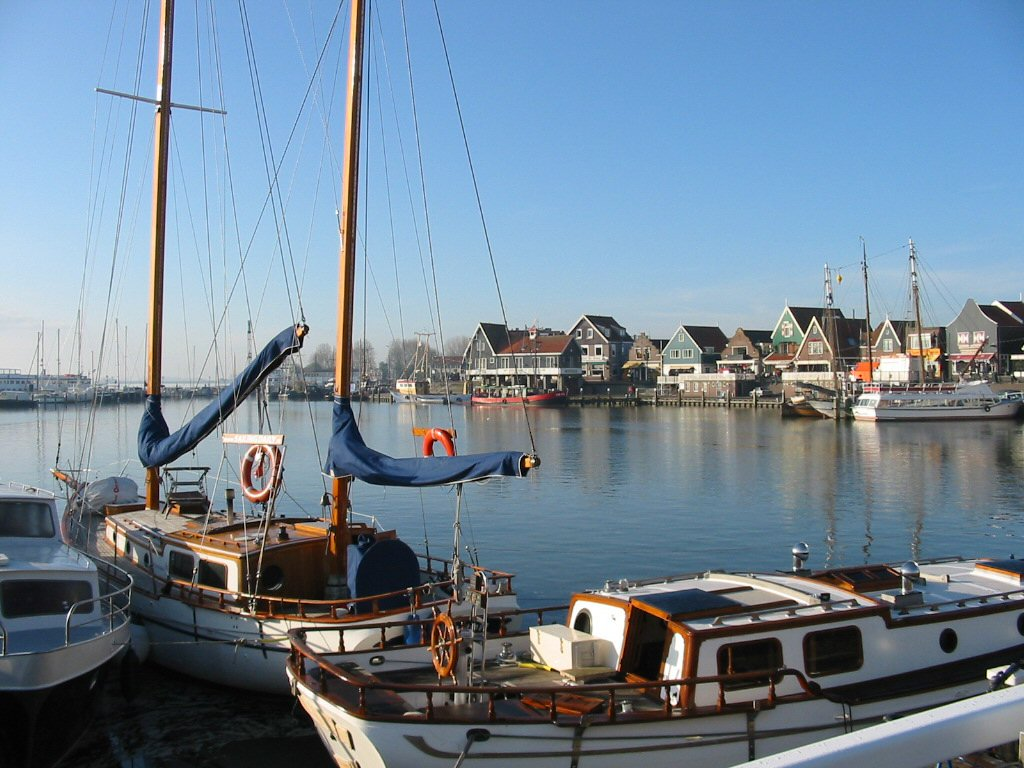
O porto de Vollendam